# Parafia św. Marka w Białej Podlaskiej
Parafia św. Apostoła i Ewangelisty Marka — prawosławna parafia wojskowo-cywilna w Białej Podlaskiej.
Parafia posiada 1 cerkiew:
- cerkiew św. Marka w Białej Podlaskiej

## Historia
Parafia została utworzona 1 stycznia 2000 dekretem bpa Mirona (Chodakowskiego), na terenie 61 Lotniczego Pułku Szkolno-Bojowego w Białej Podlaskiej. W tamtym czasie była to jedyna w Polsce prawosławna parafia garnizonowa w prawdziwym tego słowa znaczeniu.
Na potrzeby cerkwi, przy pomocy lokalnej jednostki zaadaptowano byłą kaplicę rzymskokatolicką. Pomieszczenie zwolniło się, gdyż parafia rzymskokatolicka otrzymała większy budynek, lepiej spełniający jej potrzeby.
W maju 2008 w bialskiej parafii wojskowej swój dziesiąty jubileusz sakry biskupiej obchodził bp Miron. Na uroczystości zjechali biskupi i duchowieństwo z Polski i zagranicy. W czasie nabożeństwa, przewodniczący uroczystościom abp Sawa, metropolita warszawski i całej Polski podniósł bpa Mirona do godności arcybiskupiej.
W ciągu 10 lat od powstania parafia wojskowa w Białej Podlaskiej rozwinęła się. Dobudowano dzwonnicę, na której powieszono 3 dzwony. Parafia była odwiedzana przez duchowieństwo nie tylko z Polski, ale także i z zagranicy. Szybko okazało się, że niewielki budynek nie spełniał wymogów obiektu sakralnego. Zaczęto myśleć o rozbudowie, przebudowie, budowie nowej cerkwi.
W 2009 udało się przygotować projekt i plan zmodernizowanej świątyni. Obiekt przebudowano w latach 2010–2012. Konsekracja cerkwi miała miejsce 29 kwietnia 2012.
Nabożeństwa parafialne odprawiane są według starego stylu.

## Wykaz proboszczów
- od 2000 – ks. Aleksy Andrejuk

## Galeria

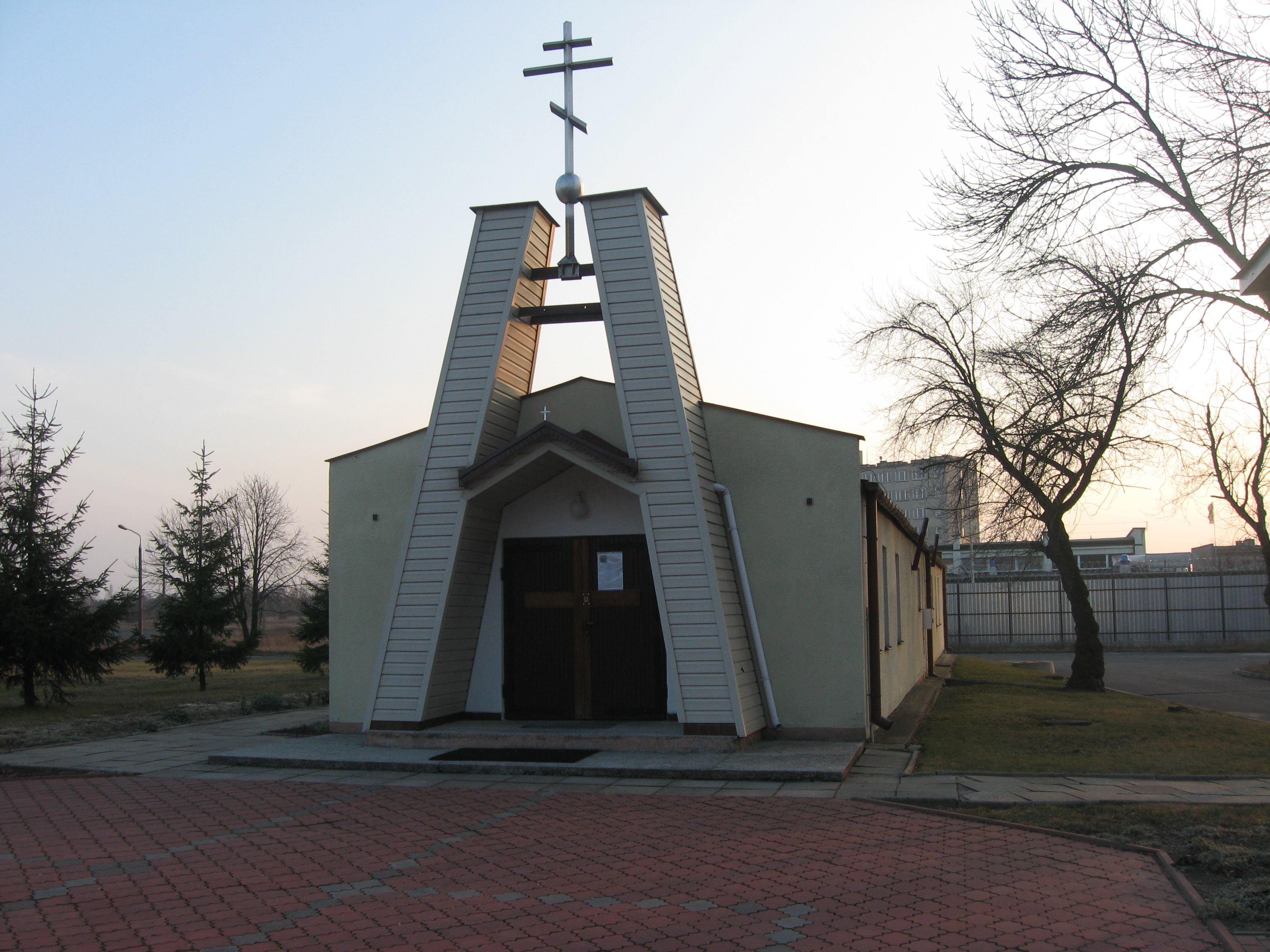
Cerkiew przed przebudową
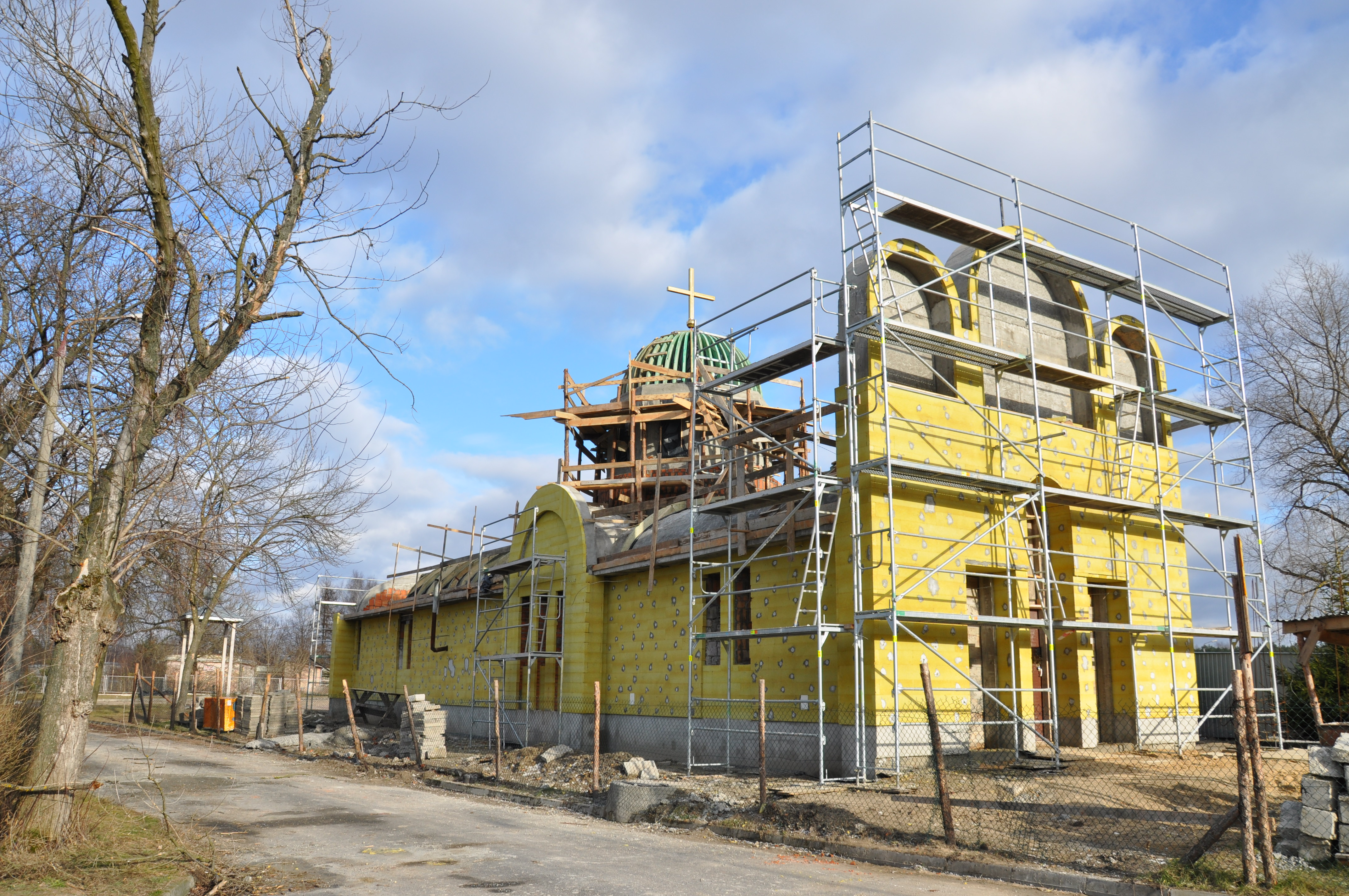
Cerkiew w trakcie przebudowy
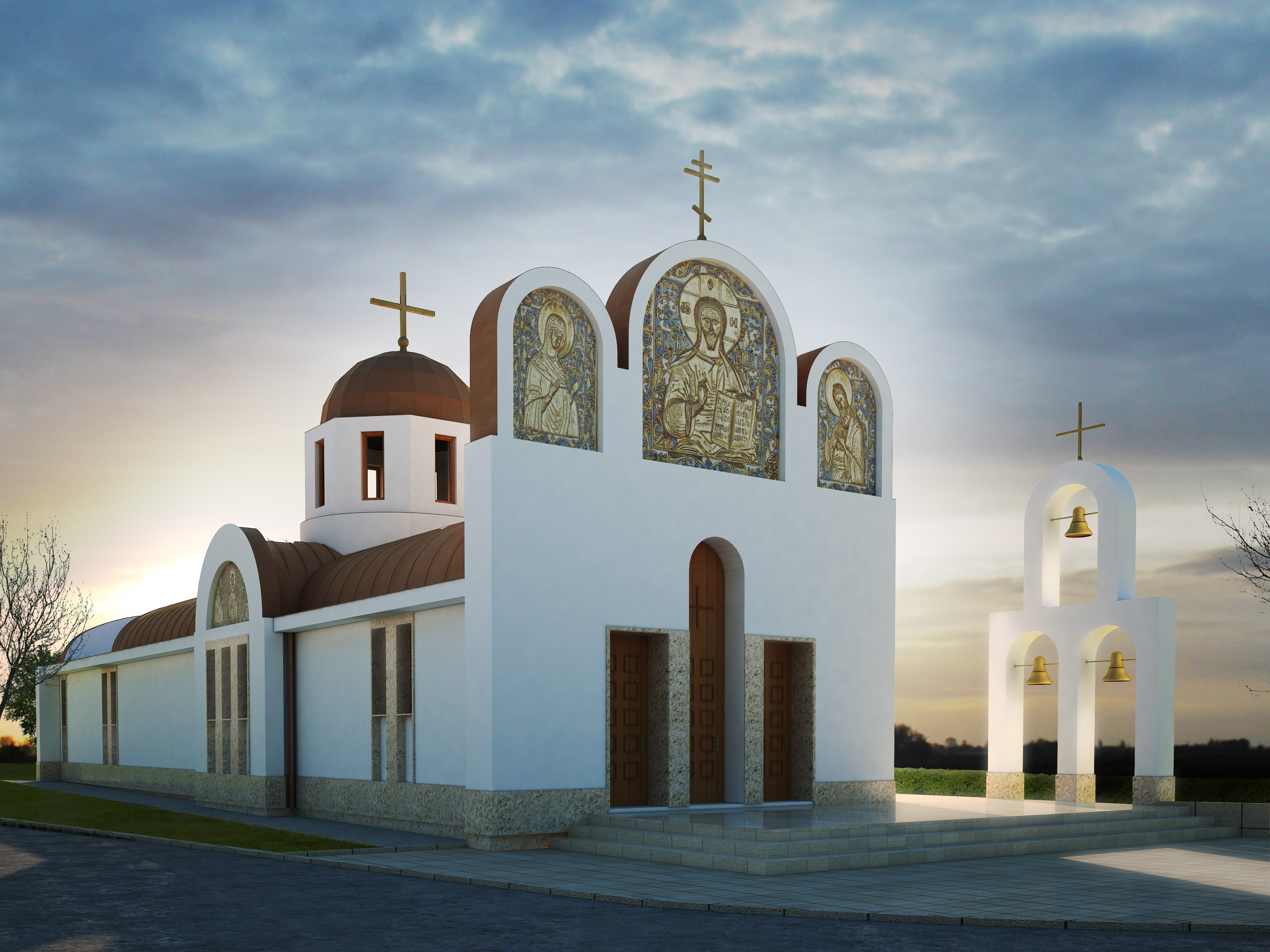
Wizualizacja cerkwi